# Namps-Maisnil
Namps-Maisnil is een gemeente in het Franse departement Somme (regio Hauts-de-France) en telt 1016 inwoners (2005). De plaats maakt deel uit van het arrondissement Amiens.

## Geografie
De oppervlakte van Namps-Maisnil bedraagt 22,0 km², de bevolkingsdichtheid is 46,2 inwoners per km².

## Verkeer en vervoer
In de gemeente ligt spoorwegstation Namps-Quevauvillers.
De onderstaande kaart toont de ligging van Namps-Maisnil met de belangrijkste infrastructuur en aangrenzende gemeenten.

## Demografie
Onderstaande figuur toont het verloop van het inwonertal (bron: INSEE-tellingen).

1. ↑  Populations de référence 2022.